# Karina Testa

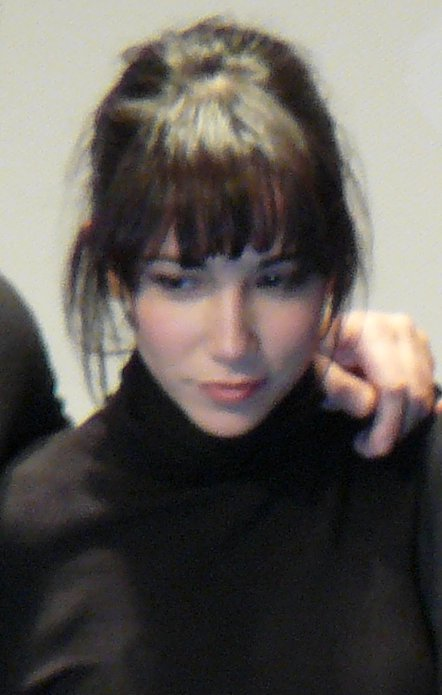
Karina Testa 2008 auf dem Festival international du film fantastique in Gérardmer

Karina Testa (* 5. August 1981 in Cannes) ist eine französische Schauspielerin.

## Leben
Karina Testa, Tochter einer spanischen Mutter und eines italienischen Vaters, hatte ihre ersten Auftritte 2001 und 2002 in der französischen Serie St. Tropez, danach 2004 in dem spanischen Film Entre vivir y soñar und in der französischen Miniserie Le Miroir de l'eau.
Ihre erste Hauptrolle spielte sie 2007 in dem Horrorfilm Frontier(s) – Kennst du deine Schmerzgrenze? von Xavier Gens, im selben Jahr trat sie am Théâtre Mouffetard in Paris in der Komödie La Guerre (dt.: Der Krieg; im Original: La Guerra)  von Carlo Goldoni auf.
Für ihre Rolle der Leila Chaouche in dem 2009 ausgestrahlten Fernsehfilm Douce France wurde sie beim Festival de la fiction TV in La Rochelle als beste Nachwuchsschauspielerin (Révélation féminine) ausgezeichnet.
In der Fernsehserie Odysseus spielte sie 2013 die Rolle der Cléa.

## Filmografie (Auswahl)
- 2004: Searching for Love (Entre vivir y soñar)
- 2005: Ze Film
- 2005: Il était une fois dans l'Oued
- 2005: Brûlez Rome!
- 2007: Frontier(s) – Kennst du deine Schmerzgrenze? (Frontière(s))
- 2007: Paris by Night of the Living Dead (Kurzfilm)
- 2008: Puppen und Engel (Des poupées et des anges)
- 2008: La Différence c’est que c’est pas pareil
- 2009: Shadow – In der Gewalt des Bösen (Shadow)
- 2011: Le Chat du Rabbin
- 2011: Die Tuschs – Mit Carracho nach Monaco! (Les Tuche)
- 2011: Switch – Ein mörderischer Tausch (Switch)
- 2012: L’Autre Sang (Kurzfilm)
- 2014: Être
- 2018: Vaurien
- 2018: Mad Mom (Ma reum)

## Fernsehen (Auswahl)
- 2001: Saint Tropez (Sous le soleil), Folge 179: Liebesbekenntnisse
- 2002: Saint Tropez (Sous le soleil), Folge 215: Auf zu neuen Ufern
- 2004: Le Miroir de l'eau (Miniserie)
- 2006: Boulevard du palais (Krimiserie), Folge Rituels barbares (Saison 8, Episode 2)
- 2008: Temps mort (Miniserie)
- 2009: Douce France
- 2010: Après moi
- 2013: Odysseus (12 Folgen)
- 2014: Hôtel de la plage (6 Folgen)
- 2014: Kabul Kitchen (8 Folgen)
- 2015–2017: Le juge est une femme (17 Folgen)
- 2018: Plan Coeur – Der Liebesplan (Plan cœur, 2 Folgen)

## Theater (Auswahl)
- 2007: La Guerre von Carlo Goldoni, Théâtre Mouffetard Paris